# Ordynacja Międzyrzecka

Herb Potockich – ostatnich właścicieli Ordynacji Międzyrzeckiej - Pilawa

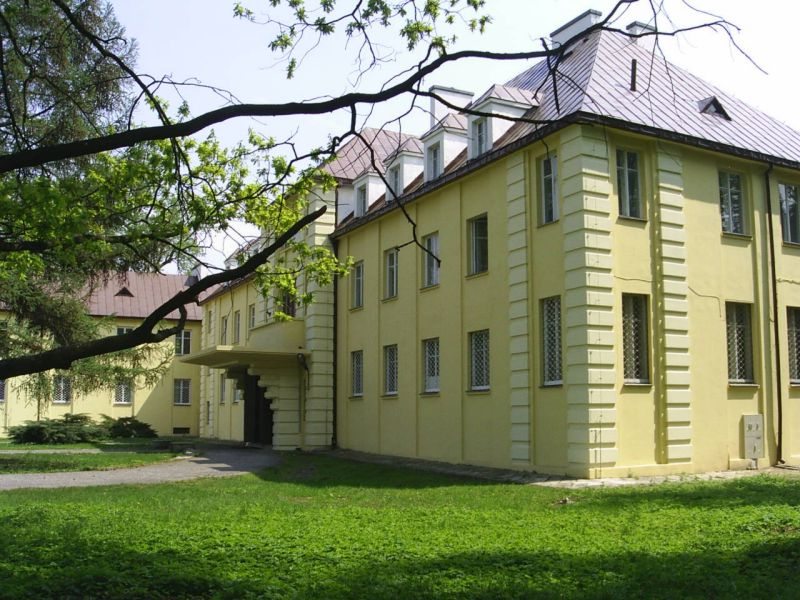
Pałac Potockich w Międzyrzecu Podlaskim – stan obecny

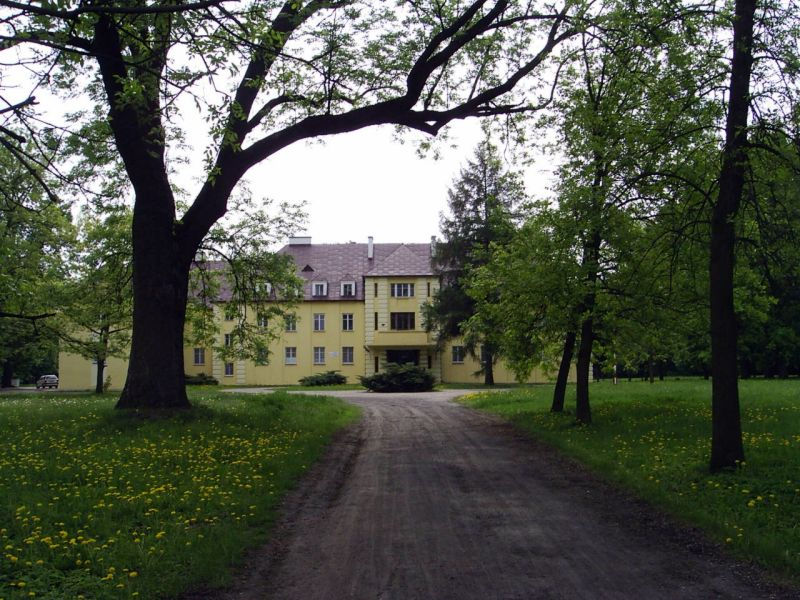
Fasada pałacu Potockich w Międzyrzecu Podlaskim – stan obecny

Ordynacja Międzyrzecka – druga co do wielkości ordynacja w Królestwie Polskim. Obejmowała miasto Międzyrzec Podlaski (wówczas największe w całym województwie podlaskim) i kilkadziesiąt okolicznych wsi powiązanych w klucze. Na początku XIX wieku została sprzedana przez Czartoryskich hr. Aleksandrze Potockiej. Ona to w 1852 wybudowała nowy murowany pałac (pierwotnie arch. Franciszek Maria Lanci). Uległ on spaleniu w 1918, został odbudowany w latach 1922–28. Do ordynacji należały również gorzelnia, browar i kilka młynów. Ordynacja istniała do 1944 roku.
W chwili likwidacji ordynacja międzyrzecka obejmowała miasto Międzyrzec Podlaski, 38 wsi pańszczyźnianych, 3 wsie czynszowe, 11 wsi bojarskich, 4 osady młynarskie, 18 folwarków, 8 awulsów.